# Második skót függetlenségi háború
A második skót függetlenségi háború a középkor egyik ütközetsorozata volt az angolok és skótok között 1332 és 1357 között.

## Előzmények
1328 tavaszán Anglia és Skócia békeszerződést kötött, amely lezárta a két ország több mint harmincéves háborúskodását azzal, hogy biztosította a skótok függetlenségét és elállt az angol követelésektől. A megállapodást Edinburgh-ban és Northamptonban ratifikálták. A megállapodás elismerte I. Róbert skót királyt. 1328 júliusában Róbert örököse, a kiskorú, későbbi II. Dávid skót király elvette II. Eduárd angol király és Izabella királyné lányát, Johannát. A skótok húszezer fontot fizettek kártérítésként az észak-angliai területek feldúlásáért. A pénzt Izabella és szeretője, Roger Mortimer gróf kincstárába került.

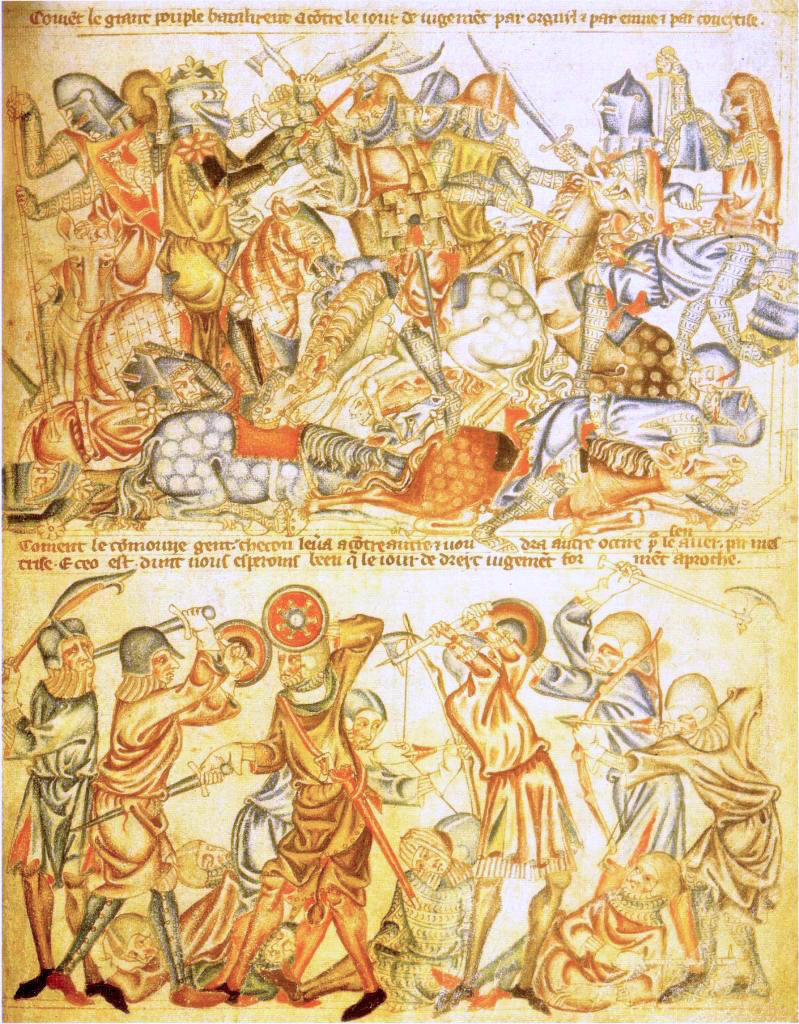
A bannockburni csata korabeli ábrázolása

A béke rendkívül népszerűtlen volt Angliában, mivel azt a közvélemény megalázónak tekintette. Turpis paxnak, csaló, gyáva békének nevezték a kor krónikásai is. Ráadásul a skótok és franciák közötti megállapodás, amelyet a felek Corbeil-ben írtak alá 1326-ban, érvényben maradt. Ebben a szerződésben a skótok vállalták, hogy megtámadják Angliát, ha az háborút indít a franciák ellen.
A béke sokkolta azokat az angol és skót nemeseket, akiktől a bannockburni csata után I. Róbert skót király elkobozta földjeiket (angol elnevezésük disinherited, szabad magyar fordításban jussuktól megfosztottak). Ők Mortimer ellenségeinek számát gyarapították. 1330. november 29-én Mortimert III. Eduárd angol király felakasztatta.
A Skócia ellen készülő urak vezetője Henry Beaumont, az angolok által egykor elfoglalt skót területek egyik legnagyobb birtokosa, volt főparancsnok volt. 1331-ben Beaumont és más prominens urak elhatározták, hogy magánhadsereget fogadnak, amellyel visszaszerzik egykori földjeiket és kastélyaikat. Az ügy élére megnyerték Edward Balliolt, János skót király legidősebb fiát, aki súlyosan elzálogosított birtokain él a Francia Királyságban. Balliol 1331-1332 telén Angliába érkezett, és Yorkshire-ben telepedett le.
III. Eduárd szerepe nem ismert pontosan, de az biztos, hogy áldását adta a támadásra. Formálisan békében állt Skóciával, testvére a király felesége volt, ezért nem állhatott nyilvánosan Balliolék mögé. Skócia megtámadása azonban neki érdeke volt, ugyanis francia tervei miatt biztonságban kellett tudnia északi határvidékét. Emiatt Eduárd valószínűleg elutasította azt a tervet, hogy a támadók a szárazföldi határon indítsanak inváziót, de azt nem ellenezte, hogy a tenger felől induljon az invázió.

## Balliol első támadása
1332 júniusában meghalt a skót király, fia mindössze ötéves volt. A régens Thomas Randolph, Moray grófja lett, aki megkezdte a felkészülést az angolok fogadására, de július 20-án Musselburgh várában ő is elhunyt. Július 31-én három Yorkshire-i kikötőből kihajóztak az angolok. A sereg nagyjából 1000-2500 katonából áll. 1332. augusztus 2-án a skót nemesek Donaldot, Mar grófját választották régensnek Perth-ben. A gróf megválasztása szükségszerű volt, hiszen ő volt a király legközelebbi rokona, de katonai tapasztalata kevés volt. Ellene szólt az is, hogy többen kételkedtek a lojalitásában, ugyanis élete jelentős részét II. Eduárd angol király udvarában töltötte.
Donald két sereg felállítására adott utasítást, amelyek feladata a Firth of Forth mindkét partjának őrzése volt egy esetleges tengeri invázióval szemben. A déli erők parancsnoka maga Mar grófja, az északié Patrik, March grófja lett. Mivel nem tudták, hol támad majd Balliol, a várakozáson túl nem tudtak mást tenni. Augusztus 6-án Balliol serege Fife-ban szállt partra. Fife grófja szembeszállt velük, de az íjászok megfutamították az embereit. Az angolok Dunfermline felé meneteltek tovább, amely fontos politikai és vallási szereppel bírt, és amelynek birtokában Balliol megalapozhatta trónkövetelésének legitimitását. Az angolok 1332. augusztus 11-én súlyos vereséget mértek a gyerekkirály támogatóira a Dupplin Moor-i csatában.

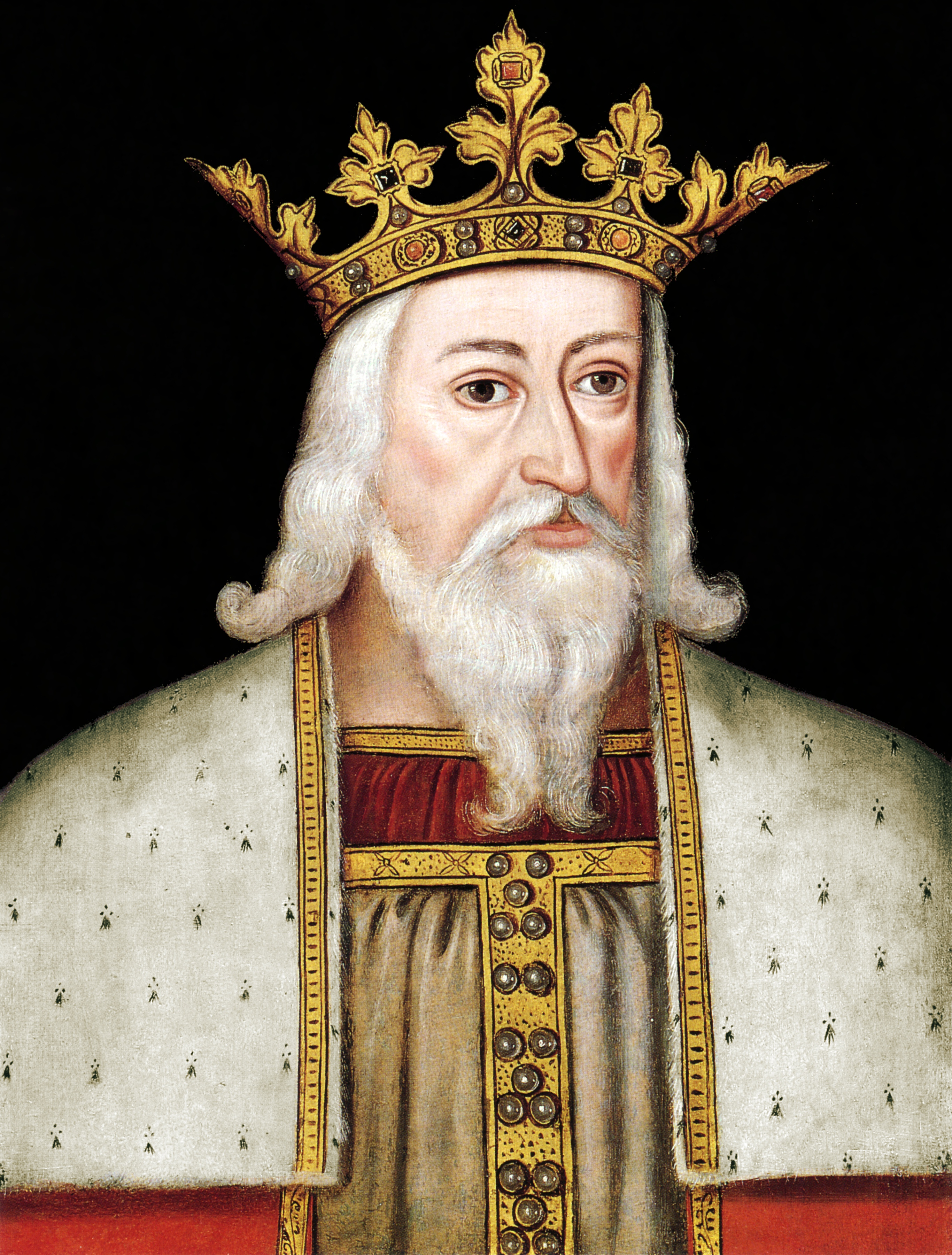
III. Eduárd ábrázolása a 16. század végén

Balliol elfoglalta Perth-t. A város alá megérkezett egy másik skót hadsereg, amely félszívvel kísérletet tett Perth elfoglalására, majd felszívódott. Szeptember harmadik hetében Eduárd elhagyta Londont, és északra indult. Szeptember 24-én Balliolt királlyá koronázták Scone-ban. Balliol ezután Dél-Skóciába vezette seregét, hogy letörje az ellenállást, és Gallowayben találkozzon támogatóival, köztük Alexander Bruce-szal, Carrick grófjával, I. Róbert unokatestvérével. Végül bevette magát Roxburgh erődjébe.
Balliol ereje novemberre elfogyott, és szüksége lett Eduárd segítségére. Kiáltványokat adott ki, amelyekben megköszönte Anglia és az angolok segítségét koronája visszaszerzésében. Leszögezte, hogy Skócia mindig is Anglia hűbérese volt, és ez uralkodása alatt a jövőben is így lesz. Ígéretet tett Eduárdnak nagy határ menti földterületek átadására, valamint arra, hogy évente legalább hat hónapon át 200 páncélos lovaggal támogatja az angol uralkodót bármilyen hadjáratban. Balliol békét kötött az új régenssel, Archibald Douglasszel, megállapodva arról, hogy megvárják a skót parlament döntését a trónutódlás ügyében. Balliol serege egy részét feloszlatta, és Annanba költözött át.
December 8-án összeült az angol parlament Yorkban, hogy megvitassa Balliol felajánlásait. Geoffrey Scrope, a birodalom főbírója nyitóbeszédében azt mondta, hogy az 1328-as béke ignorálható, hiszen azt Mortimer és Izabella kötötte, kihasználva a király fiatal korát. Két utat jelölt meg a helyzet rendezéséreː Eduárd vagy kinyilvánítja igényét a skót koronára vagy nyíltan támogatja a koronáért harcoló két csoportosulás egyikét. Eduárd nyilvánvalóan az első lehetőség mellett állt ki. A jelenlévő urak azonban elhalasztották a döntést a parlament januári üléséig.
December 17-én a Archibald Douglas által vezetett Bruce-párti felkelők megtámadták Balliolt Annanban. Társainak jelentős részét még ágyban találták a támadók. Balliolnak sikerült a fal egyik résén keresztül, félmeztelenül megszöknie.

## Balliol második támadása
1333. január 20-án összeült az angol parlament, de most sem adott tanácsot Eduárdnak, hogy mit tegyen. Ez egyértelműen azt jelentette, hogy a parlament nem akar felhatalmazást adni Eduárdnak Skócia elfoglalására. Mindez nem különösebben érdekelte a királyi tanácsot, mivel már eldöntötte, a parlament támogatása nélkül is a skótok ellen vonulnak. Még a parlament feloszlása előtt bejelentették, hogy Eduárd hattagú tanácsadó testületet állított fel, amely segíti őt a skót ügyek kezelésében. A tanácsadók tudták, hogy Eduárd túl messzire ment már ahhoz, hogy megbízzon II. Dávidban, és a franciaországi inváziója sem indulhat meg a skót ügy megnyugtató rendezéséig.

Bordóval az angol uralkodónak átengedett grófságok

Eduárd kormányát és udvartartását Yorkba költöztette, hogy az angol-skót határhoz közelebb intézhesse az ügyeket. Eduárd úgy döntött, hogy két sereggel tör be Skóciába. Az első had, Balliol vezetésével 1333 márciusában, Carlisle felől tört be Skócia nyugati részére. Április végén a másik sereg is megindította a támadást Newcastle-től északra, ezt a hadat a király vezette. Mindkét sereg célpontja az erődváros, Berwick volt. A Tweed partán álló városhoz először Balliol érkezett meg a folyó északi partján, majd május második hetében Eduárd katonái is feltűntek a déli parton. Június végére a város jelentős részét elpusztították a kővető katapultok, a helyőrséget pedig megtizedelték az egymást követő rohamok. Június 28-án a várparancsnok megállapodott az ostromlókkal, hogy a védők két héten belül megadják magukat, ha addig nem érkezik segítségük.
Archibald Douglas először lovastámadásokkal akarta felszabadítani Berwicket. Felégette Tweedmouth-t, a várossal szemben, a déli parton fekvő települést. Ostromot indított a mintegy húsz kilométerre fekvő Bamburgh-kastély ellen, ahol Hainaut-i Filippa, Eduárd felesége lakott. A király folytatta az ostromot. Amikor Berwick nem adta meg magát a kijelölt napon, Eduárd megkezdte a túszok felakasztatását, kezdve a várparancsnok fiával. Douglas kénytelen volt ismét átkelni a Tweeden, és csatát ajánlani az angoloknak. Az 1333. július 19-én megvívott Halidon Hill-i csatában Eduárd súlyos vereséget mért a skótokra.  Másnap Berwick megnyitotta kapuit, és a várost a grófsággal együtt, amelynek központja volt, Angliához csatolták.
Balliol Perth-ben állította fel udvarát, és onnan irányította birodalmát. A skót királyné és II. Dávid Dumbarton várába menekült. 1334 februárjában Balliol összehívta a skót parlamentet Edinburgh közelébe, hogy ratifikálja az egyezményt, amelyet az angolokkal kötött. Az ülésen elsősorban Balliol barátai és támogatói vettek részt. Eduárd kötött néhány kompromisszumot, hogy megédesítse a pirulát a skótoknak, így például eltekintett attól, hogy a skót király megjelenjen az angol parlamentben, de a fő kérdésekben nem engedett. 1334 júniusában Eduárd fogadta balliolt Newcastle-ben, aki nagy területeket engedett át neki. Június 19-én Balliol nyilvánosan is behódolt Eduárdnak. Eközben Franciaországban skót menekültek, köztük John Randolph, Moray grófja próbálta rábeszélni VI. Fülöpöt a skóciai beavatkozásra. Fülöp menedéket kínált II. Dávidnak, és a fiatal királyt Randolph a Francia Királyságba juttatta, ahol az a következő hét évet töltötte.

## Felkelés Délnyugat-Skóciában
1334 júliusában, valószínűleg francia finanszírozással, felkelés tört ki Délnyugat-Skóciában a Clyde és a Solway-öböl között. A Róbert-pártiak még mindig erősek voltak ezen a területen. A felkelést John Randolph és Robert Stewart vezette. Az első komoly akciójuk egy tenger felőli támadás volt a Dunoon-vár ellen, amely szinte azonnal elesett. Ezután elesett Rothesay. Bute-ban és Ayrshire-ban általános felkelés tört ki. Balliol Stirlingben értesült a lázadásról, és azonnal Eduárdhoz fordult segítségért. Balliol királysága a szeme előtt omlott össze. Tanácsadói, eddigi támogatói nem voltak hajlandók a felkelők ellen vonulni, inkább visszatértek váraikba, hogy ott védekezzenek. Balliol Berwick várába menekült.

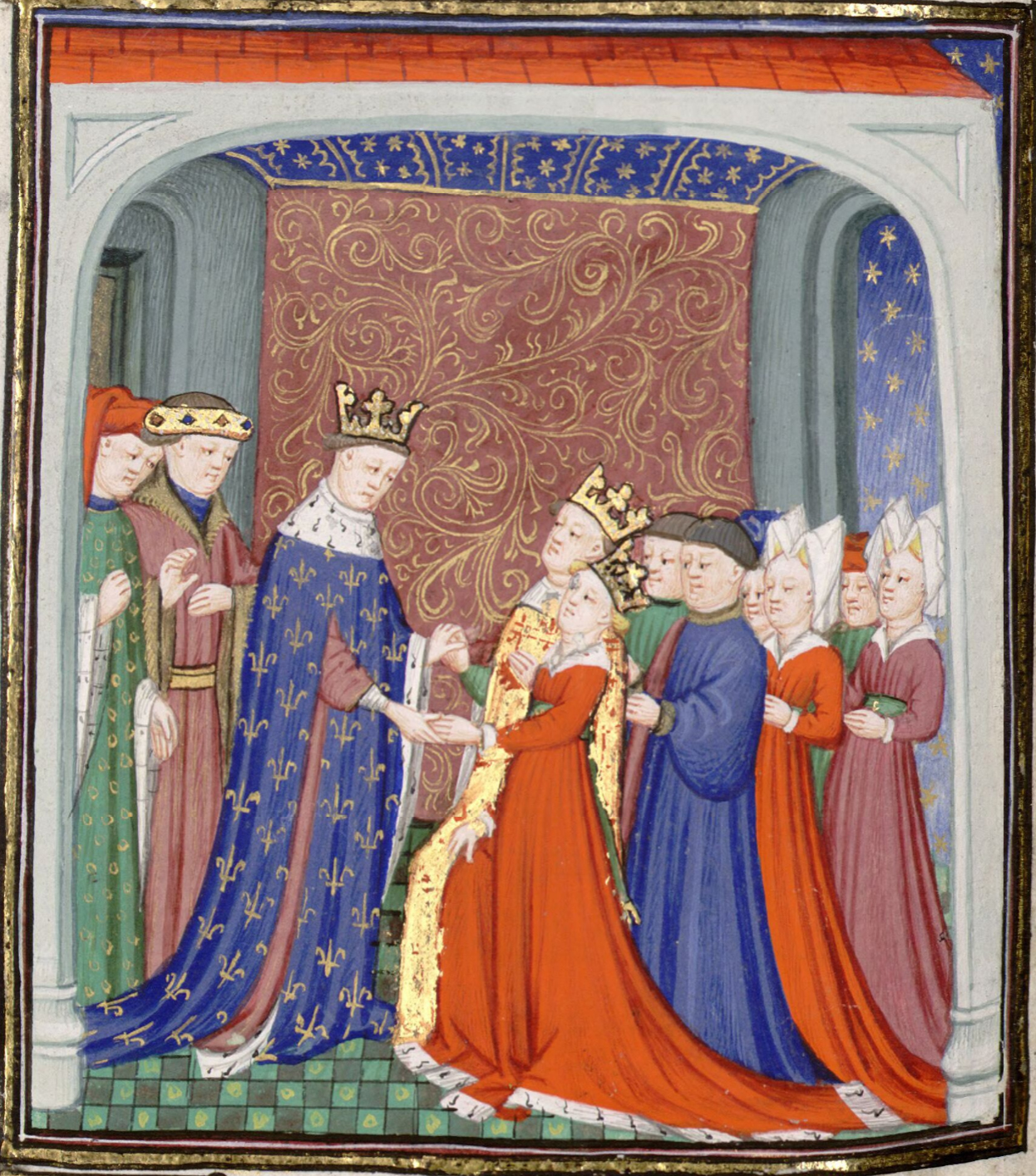
VI. Fülöp fogadja II. Dávidot és édesanyját

III. Eduárd kincstára a hadjárata óta üres volt. 1334 szeptemberében éppen ülésezett a parlament, amikor megérkezett a hír Balliol második meneküléséről is, így gyorsan megszavazták a király fellépéséhez szükséges pénzt. Novemberben Eduárd megindított a Skócia elleni inváziót. Első célpontja Roxburgh, az 1314 óta romos határvár volt. Az uralkodó megkezdte az erőd helyreállítását, és erősítésre várt. Nagyjából négyezer katonája volt, de a rendkívül heves tél miatt további katonák nem érkeztek. Karácsony után az angolok átvonultak Ettrick erdején, hogy megtalálják és csatára kényszerítsék a skótokat. Ezzel párhuzamosan Balliol Carlisle-ból indult egy kisebb sereggel, de ő sem tudott ütközetet kicsikarni. A két sereg közötti területet az angolok feldúlták.
 1335 februárjában visszatértek Angliába.
Eduárdod Newcastle-ban francia küldöttség várta, amely felajánlotta, hogy közvetít közte és a skótok között. Eduárd, mivel sem katonája, sem pénze nem volt az invázió folytatására, beleegyezett. Három francia követ Perth-be utazott, majd azzal a békeajánlattal tért vissza, hogy a felek beszüntetik a harcot húsvéttól a nyár közepéig. A franciák fő célja az volt, hogy rávegyék Eduárdot a Dáviddal kötendő tartós békére. Eduárd azonban nem hajlott erre, hanem megkezdte a következő hadjárat szervezését. 1335. március 26-án egy nemesekből és egyházi személyekből álló tanács Northamptonban az invázió mellett döntött, és június 11-ére Newcastle-be hívták össze a sereget.
Eközben a skótok is készülődtek. A skót vezetők Dairsie-ben találkoztak áprilisban. Habár számos személyes sérelem osztotta meg őket, egységesek voltak abban, hogy folytatják Róbert taktikáját, és elkerülik a nyílt csatát az angolokkal. Döntés született arról is, hogy kiürítik az alföldi falvakat, és a hegyek közé mentenek a javakból és állatokból amennyit csak lehet. Május 27-én Eduárd bejelentette invázióját a parlamentnek, amely jóváhagyta. Július második hetére több mint 13 ezer angol volt fegyverben. Ez volt a legnagyobb sereg, amely Eduárd ötvenéves uralma alatt betört Skóciába.
A nagyobbik sereg, Eduárd vezetésével Carlisle-tól, a kisebbik, Balliol irányításával Berwicktől haladt észak felé. A terv az volt, hogy a hadak a Clyde-folyónál találkoznak, miközben a torkolatban egy Írországból érkező flotta katonákat tesz ki. Ez utóbbi Balliol javaslata volt. Július második felében Eduárd katonái szinte ellenállás nélkül haladtak észak felé keresztül Délnyugat-Skócián, megsemmisítve mindent, ami az útjukba került. Balliol csapatai ehhez hasonlóan vágtak át Délkelet-Skócián. A két sereg Glasgow-nál egyesült 1335 július végén.
Ugyanebben a hónapban a francia kormány úgy döntött, hogy hatezer katonát, köztük ezer páncélos lovagot küld Skóciába. VI. Fülöp tájékoztatta erről a pápát, majd július 22-én a parlamentet. Fülöp levélben közölte Eduárddal is a tervezett beavatkozást, amely miatt valószínűleg kútba esik kettejük tervezett szentföldi keresztes háborúja. Az angol uralkodó augusztus 20-án kapta meg a levelet Perth-ben. Válaszában tudatta, hogy hamarosan pacifikálja Skóciát, így a keresztes háborút nem fenyegeti veszély. Eduárd csodálkozásának adott hangot, hogy a francia király, aki rokona és hűbérura, miért nem az ő oldalán avatkozik a háborúba.
Amikor XII. Benedek pápa értesült Fülöp skóciai inváziós tervéről, arról tájékoztatta az uralkodót, hogy nem támogatja a tervezett beavatkozást. A pápa rámutatott arra, hogy a hadjárat több pénzbe kerülne Fülöpnek, mint amennyit elő tud teremteni, ráadásul bármit is csinál majd, valószínűleg III. Eduárd fog végül győzedelmeskedni Skóciában. A pápa közbeavatkozásának eredményeként a francia uralkodó nem tett komoly lépéseket Anglia ellen 1336 áprilisáig.

## Tengeri háború
A franciák már egy ideje küldtek hajókon hadi felszerelést a skótoknak. Az angolok erről legkésőbb február elején értesültek, amikor egy külföldi hajó bort és páncélokat rakodott ki Dumbarton váránál. Az angolok hajókat konfiskáltak Bristolban, Falmouth-ban, Plymouth-ban és Southamptonban, hogy felkutassák a tengeri segélyszállítmányokat. A franciáknak nehéz dolgok volt, mert nagyjából 1200 kilométert kellett hajózniuk a flamand kikötőkből úgy, hogy a fontos kelet-skóciai kikötők angol kézen voltak. 1335 tavaszán francia és skót kalózok engedélyt kaptak a La Manche francia kikötőinek használatára.
Április 20-án egy skót kalóz, akit John of St Agathának neveztek, skót és francia legénységgel megtámadta a Little Lechevard nevű angol hajót a Szajna torkolatában. A hajó kapitányát és a legénység néhány tagját megölték, a szállítmányt kipakolták, majd a vitorlást elsüllyesztették. A roueni hatóságok lefoglalták az árut a hajó angol tulajdonosának kérésére. John azzal védekezett, hogy a rakomány hadi zsákmány, így azt a francia hatóságok, a király beleegyezésével, visszaadták neki. Ettől kezdve egyértelmű volt az angolok számára, hogy a franciák megkezdték a tengeri hadviselést ellenük.
1335. július közepén Eduárd Skóciába készült, amikor hírt kapott arról, hogy a normandiai és flandriai kikötőkben skótok és más külföldiek gyülekeznek, a francia hatóságok pedig hajókat foglalnak le. Az angolok úgy vélték, hogy a franciák által finanszírozott sereg nem hajózik el Skóciáig, hanem valahol Dél-Angliában száll partra, ezért értesítették a helyőrségeket. Augusztusban Anglia és Wales a várható francia invázió visszaverésére készültː katonákat toboroztak, javították a várakat, figyelőszolgálatot szerveztek, hajókat foglaltak le és alakították át katonai célokra. Az előkészületek ellenére a Solent-szorosban legalább három hajó tett partra idegen katonákat, akik felgyújtottak néhány parti falut.

## 1335 vége
Augusztus elején az angolok egy kisebb összecsapásban elfogták Moray grófját, aki fiatal kora ellenére a legmegfontoltabb skót vezető volt. A skót ügyek irányítása így David of Strathbogie, Atholl grófjának kezébe kerültek, aki a Dupplin Moor-i és a Halidon Hill-i csatában még Balliol oldalán harcolt. Ő és két tucat más nemes behódolt Eduárdnak Perth-ben, majd az ország másik fontos nagyura, Robert Stewart is követte őket Edinburgh-ban. Ez komoly politikai siker volt az angol uralkodónak, amit azonban nem a hadserege ért el, hanem a skót belviszály eredménye volt, így a harci helyzetre sem hatott ki jelentősen.
1335 augusztus utolsó hetében kihajózott Eduárd régóta várt ír serege, amelynek feladata szinte biztosan Dumbarton elfoglalása volt. Az írek azonban soha nem érkeztek meg oda, mert partra szálltak Bute szigetén, ahol sok időt elvesztegettek Rothesay ostromára. Szeptember közepén, a közelgő hideg miatt, visszatértek Írországba. Eduárd a kelet-skóciai seregét délre irányította, kifizette és feloszlatta. Szeptember végén a Dávid király mellett kitartó skót nemesek Dumbartonban gyűltek össze, és Andrew Murray-t, a néhai Róbert király sógorát választották vezérnek. Ő azon kevés skót úr közé tartozott, aki soha nem hódolt be Eduárdnak.
Murray egy király nélküli, részben megszállt és elpusztított országot örökölt elődeitől. Célja ellenségei megosztása volt, ezért október közepén felvette a kapcsolatot Eduárddal, és béketárgyalásokat javasolt. Az első béke hatálya november 12-én járt volna le, de azt karácsonyig meghosszabbították. A felek Bathgate-ben tárgyaltak, ahová Balliolt nem hívták meg. Strathbogie nem sokkal a megbeszélések után kegyetlen megtorlást indított a Perth és Aberdeen közötti parti területen, amellyel állítása szerint engedelmességre akarta kényszeríteni a skótokat. Strathbogie megkezdte Murray vára, Kildrummy ostromát is. Murray azonnal elhagyta Bathgate-et, és nagyjából 800 emberrel az erőd felszabadítására indult. Miután Strathbogie értesült erről, felhagyott az ostrommal, és dél felé menetelt, hogy további csapatokkal erősítse seregét. A Dee-folyónál azonban Murray váratlanul megtámadta. Strathbogie katonái menekülni kezdtek, vezérüket pedig az angolok megölték.
Az angol vereség, amely ugyan katonai szempontból kicsi volt, új lendületet adott a skót ügynek. Balliol elvesztette ellenőrzését a Tay-folyótól északra, és a magukra találó skótok újabb és újabb enklávéit támadták meg. Megostromolták Lochindorb várát, ahova Strathbogie özvegye menekült és Cupart, a Fife legerősebb várát.
XII. Benedek megpróbálta kibékíteni Eduárdot és Dávidot. A pápa két mediátort nevezett kiː Hugh d'Aimery provence-i püspököt és egy pápai hivatalnokot. November 1-jén, a francia delegációval egy időben érkeztek meg Newcastle-be. A béketárgyalások négy és fél hónapon át tartottak. 1336. január 26-án, öt nappal az aktuális fegyverszünet vége előtt a felek megállapodásra jutottak, és áprilisig kitolták a béke határidejét. A skótok beleegyeztek abba, hogy feladják Lochindorb és Cupar ostromát. Készült egy előzetes tervezet is, amely szerint Balliolt elismerik skót királynak, ő pedig Dávidot teszi meg örökösének, aki Franciaországból Angliába költözik. Skót nemesek Normandiába hajóztak, és tájékoztatták Dávidot az elképzelésről. Az angol parlament március 1-jén ült össze. A találkozóra a skót küldöttség nem ment el, helyettük alacsonyabb rangú urak közölték Dávid döntését a terv elutasításáról.
1336. április 7-én Eduárd bejelentette, hogy amint lejár a béke, Skócia ellen vonul. Az általános vélekedés szerint VI. Fülöp vette rá Dávidot a javaslat elutasítására. A francia király javaslatot tett az angol uralkodónak egy személyes találkozóra, de ezt Eduárd visszautasította. A pápai küldöttek elhagyták Angliát.
Eduárd elsősorban annak a nyolc grófságnak a megtartására törekedett, amelyet Balliol adott át neki. Ezeket az északi bárók irányították újonnan megerősített váraikból. Balliol helyzete ezzel tarthatatlanná vált. Nem kapott komoly segítséget az angoloktól és nem volt igazi támogatottsága a skótok között. Balliol kénytelen volt elhagyni Skóciát, ahol a Lanecrost-krónika írója szerint „egyetlen helyet sem birtokolt, ahol biztonságban élhetett volna.”